# Прапор Владиславівки
Прапор Владиславівки — офіційний символ села Владиславівка (Феодосійського району АРК), затверджений рішенням № 28/760 Владиславівської сільської ради від 12 грудня 2008 року.

## Опис прапора
Прямокутне полотнище зі співвідношенням ширини до довжини 2:3, що складається з трьох горизонтальних смуг — синьої, білої та червоної; у верхньому синьому полі жовте гроно винограду з листочками над жовтим сонцем, що сходить; у нижньому червоному полі покладені навхрест два жовті колоски.